# 鉄道百景 乗りつくし鉄道の旅
『鉄道百景 乗りつくし鉄道の旅』は、BS-TBSで放送されていた鉄道紀行番組である。

## 番組概要
ひとつの路線の起点から終点までを乗りつくし、途中の駅で様々な観光地をめぐる鉄道紀行番組。
車窓のBGMに70・80年代の曲を流す「旅の一曲」は、はがき・インターネットを通じてリクエストを募集していた。
また二画面加工により左右同時の車窓を楽しめるなど他の鉄道番組とひと味違う工夫をしている。

## 登場路線
|       | 放映日        | 鉄道路線                               |
| 第1回 | 2010年 4月7日 | JR九州肥薩線                           |
| 第2回 | 4月14日       | JR九州豊肥本線・南阿蘇鉄道高森線       |
| 第3回 | 4月21日       | 伊豆急行伊豆急行線                     |
| 第4回 | 5月5日        | 小湊鉄道小湊鉄道線・いすみ鉄道いすみ線 |
| 第5回 | 5月12日       | 真岡鐵道真岡線                         |
| 第6回 | 5月19日       | 天竜浜名湖鉄道天竜浜名湖線             |
| 第7回 | 5月26日       | 会津鉄道会津線・野岩鉄道会津鬼怒川線   |
| 第8回 | 6月2日        | わたらせ渓谷鐵道わたらせ渓谷線         |

## ｢旅の一曲｣一覧
- 第1回
  - 小椋佳｢さらば青春｣
  - チューリップ｢青春の影｣
  - 堀内孝雄と滝ともはる｢南回帰線｣

- 第2回
  - 荒井由実｢ルージュの伝言｣
  - ベッツィ&クリス｢白い色は恋人の色｣
  - 加藤和彦と北山修｢あの素晴しい愛をもう一度｣
  - 森田公一とトップギャラン｢青春時代｣
  - 吉田拓郎｢結婚しようよ｣

- 第3回
  - 久保田早紀｢異邦人｣
  - 松田聖子｢制服｣
  - 堀内孝雄｢君のひとみは10000ボルト｣
  - 山下達郎｢RIDE ON TIME｣
  - 松山千春｢季節の中で｣

- 第4回
  - 荒井由実｢やさしさに包まれたなら｣
  - 海援隊｢思えば遠くへ来たもんだ｣
  - チャゲ&飛鳥｢万里の河｣
  - 長渕剛｢俺らの家まで｣
  - あおい輝彦｢Hi-Hi-Hi｣
  - 泉谷しげる｢春夏秋冬｣

- 第5回
  - 松任谷由実｢守ってあげたい｣
  - 大滝詠一｢君は天然色｣
  - 井上陽水｢少年時代｣
  - ゴダイゴ｢銀河鉄道999｣

- 第6回
  - 太田裕美｢木綿のハンカチーフ｣
  - 浜田省吾｢19のままさ｣
  - H2O｢想い出がいっぱい｣
  - 山本コウタローとウィークエンド｢岬めぐり｣
  - 小林明子｢恋におちて -Fall in love-｣

- 第7回
  - 海援隊｢人として｣
  - チューインガム｢風と落ち葉と旅びと｣
  - 中島みゆき｢時代｣
  - キャンディーズ｢微笑がえし｣

- 第8回
  - 松田聖子｢赤いスイートピー｣
  - 松山千春｢人生の空から｣
  - アリス｢遠くで汽笛を聞きながら｣
  - マイク眞木｢気楽に行こう｣
  - 五つの赤い風船｢遠い世界に｣

## スタッフ
- ナレーター：小幡研二
- 構成：前田昌平
- カメラ：森豊城・武田敏和・小長井信弥
- 編集：森本仁志
- MA：新田領
- 音効：太田光則
- チーフAD：山崎信
- チーフディレクター：金子大輔
- 演出：金子大輔・森山祐治・井内悦史
- プロデューサー：加藤和廣（TIX'ﾖ）・牛久保剣（BS-TBS）
- 制作協力：TIX'ﾖ
- 製作著作：BS-TBS